# Рудка (притока Боберки)
Ру́дка — річка в Жидачівському районі Львівської області, права притока Боберки (басейн Дністра). 

## Опис
Довжина річки приблизно 5  км. Висота витоку над рівнем моря — 283 м, висота гирла — 252 м, падіння річки — 31 м, похил річки — 6,2 м/км. Формується з багатьох безіменних струмків.

## Розташування
Бере початок на південній стороні від села Рудківці. Тече переважно на південний схід через село Городище і впадає в річку Боберку, праву притоку Лугу.